# Jane Pauley
Jane Pauley (Indianápolis, 31 de outubro de 1950) é uma jornalista estadunidense. Ela é a âncora do programa de notícias CBS News Sunday Morning. Pauley começou sua carreira na televisão em 1976 como co-apresentadora do programa Today da NBC.